# Gagasan Sejahtera

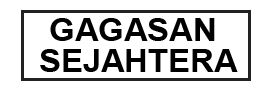
Logotipo para Gagasan Sejahtera.

Gagasan Sejahtera (malayo para: Idea de Paz o Idea Próspera) y abreviado como GS es una coalición electoral islamista de Malasia fundada en 2016 tras el colapso del Pakatan Rakyat (Pacto Popular) en 2015. Fue establecido por el Partido Islámico de Malasia (PAS) y el Parti Ikatan Bangsa Malasia (en español: Partido de la Alianza Nacional de Malasia) y adquirió su nombre el 13 de agosto de 2016. El Frente Islámico Panmalayo (BERJASA) se unió a la coalición el 23 de septiembre de ese mismo año.
La principal campaña de la alianza se centra principalmente en los asuntos políticos de PAS y en la "unión de musulmanes malayos", pero la formación de esta coalición provocó la burla de muchos críticos tanto de la coalición gobernante Barisan Nasional como del opositor Pakatan Harapan.